# Joost Burger
Joost Burger (Uitgeest, 10 september 1991) is een Nederlands radio-dj en stemacteur. 

## Loopbaan
Burger kreeg voor het eerst een grote radiobaan bij de radiozender WILD FM. Tot 2013 was hij er iedere werkdag in de middag te horen.
Sinds februari 2013 is hij te horen bij SLAM!, waar hij iedere werkdag tussen 15:00 en 17:00 uur het programma The Beat Goes On presenteerde. Hij was vanaf 28 oktober 2013 voortaan te horen in de ochtend, waar hij Lex Gaarthuis opvolgt. Hij presenteerde de ochtenduren tot eind 2018, wanneer Joey van der Velden het van hem overnam. Vanaf januari 2019 presenteerde hij voortaan de late ochtendshow, tussen 09:00 en 12:00 uur. Per september 2020 is het programma te horen vanaf 10:00 uur. Voorheen was hij ook te horen als presentator van de SLAM!40.
Per eind 2016 is Burger ook als stationvoice te horen bij SLAM.